# Antanifotsy
Antanifotsy é uma cidade à Madagascar com 75.000 habitantes. Ela fica na região Vakinankaratra e é sede do Distrito de Antanifotsy.

## Geminação de cidades
- La Possession, Reunião